# Mạc Thái Tổ
Mạc Thái Tổ (23 novembre 1483 – 22 agosto 1541) è stato un imperatore vietnamita. Il suo vero nome è Mạc Đăng Dung.
Precedentemente capitano della guardia imperiale di uno degli imperatori della dinastia Lê, raggiunse gradualmente una posizione di grande potere. Mạc Đăng Dung alla fine depose l'ultimo monarca Lê, giustiziò Lê Chiêu Tông e Lê Cung Hoàng e divenne lui stesso un monarca.

## Guardia reale dell'imperatore
Il collaboratore di etnia vietnamita della dinastia Ming, Mạc Thúy, e suo nonno Mạc Đĩnh Chi, erano antenati diretti di Mạc Đăng Dung.
Mạc Đăng Dung nacque il 23 novembre 1483 (Quý Mão), nel villaggio di Cổ Trai, distretto di Nghi Dương (la moderna Kiến Thụy, parte della città di Hải Phòng) come figlio di un pescatore.
Mạc Đăng Dung iniziò la sua carriera come guardia del corpo dell'imperatore Lê Uy Mục. Mạc Đăng Dung era un militare che salì di grado.
Dopo una serie di crisi politiche che portarono all'assassinio sia di Lê Uy Mục che del suo successore Lê Tương Dực, Mạc Đăng Dung continuò a guadagnare potere e grado nell'esercito. Con l'intronizzazione del giovane imperatore Lê Chiêu Tông nel 1516, una lotta per il potere a corte, insieme alla ribellione di Trần Cảo, portarono il paese al livello di una guerra civile. Dal 1516 al 1520, i signori della guerra di Nguyễn Hoàng Dụ e Trịnh Duy Sản, Nguyễn Kính e Trần Cảo combatterono per il potere. Mạc Đăng Dung inizialmente guidò le forze fedeli al re Lê Chiêu Tông contro i signori della guerra. Alla fine sconfisse i signori della guerra e ottenne abbastanza potere da costringere Lê Chiêu Tông ad abdicare nel 1522 e promuovere illegalmente l'imperatore Lê Cung Hoàng al trono. Lê Chiêu Tông fuggì dalla corte con il sostegno del signore della guerra Trịnh Tuy a Thanh Hóa dove combatté contro Mạc Đăng Dung fino alla sua cattura nel 1526.
Nel giugno 1527, Mạc Đăng Dung fece uccidere sia Lê Chiêu Tông che Lê Cung Hoàng. Quindi si proclamò nuovo imperatore della dinastia Mạc, Mạc Thái Tổ.

## L'imperatore Minh Đức

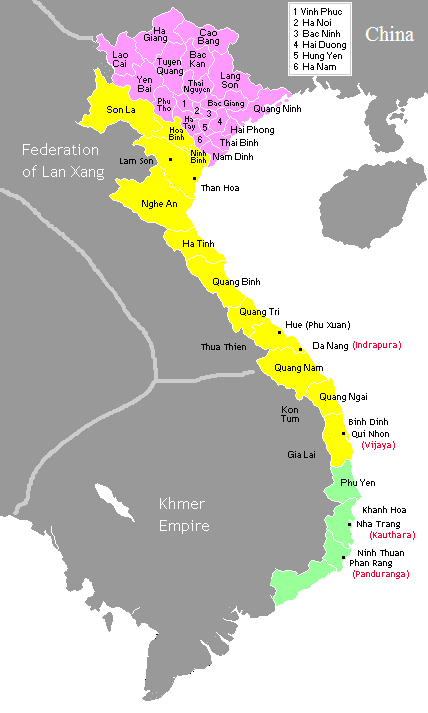
Mappa del Vietnam nel 1590.

Mạc Thái Tổ si autoproclamò nuovo imperatore del Vietnam con il nome di Minh Đức. Usando metodi spietati, costrinse gli ufficiali Lê a riconoscere la sua dinastia e uccise i membri della famiglia Lê rimasti nel nord, compreso il deposto imperatore Lê Cung Hoàng e sua madre. Alcuni funzionari governativi si suicidarono piuttosto che riconoscere Mạc Thái Tổ come imperatore, altri fuggirono a sud e si unirono alla resistenza.
Fu lanciata un'altra ribellione, questa volta sotto la guida di Nguyễn Kim e di suo genero Trịnh Kiểm. Nel 1533, Nguyễn Kim installò Lê Trang Tông, un figlio di Lê Chiêu Tông che fu esiliato in Laos, per restaurare il trono di Lê. Da Thanh Hóa, la restaurata dinastia Lê iniziò la sua resistenza contro la dinastia Mạc. Appeals from the Trịnh and Nguyễn were made to the Chinese Ming court to send in an army to remove the usurper. Tuttavia Mạc Thái Tổ, usando un comportamento sottomesso e corruzione, riuscì a ottenere un riconoscimento temporaneo del suo governo dalla dinastia Ming nel 1528.
Nel 1529, Mạc Thái Tổ abdicò in favore del figlio maggiore, Mạc Đăng Doanh, che divenne imperatore Mạc Thái Tông.

## Pensionamento e nuovo governo
Mạc Thái Tổ visse come imperatore in pensione mentre suo figlio dovette affrontare la continua rivolta dei Trịnh e degli Nguyễn. Suo figlio non era uguale a suo padre e, a seguito di numerose sconfitte, perse il controllo delle province a sud del Fiume Rosso. Nel 1533, l'esercito di Nguyễn-Trịnh conquistò il Palazzo d'Inverno e proclamò Lê Trang Tông legittimo sovrano del Vietnam.
In aggiunta ai problemi delle sconfitte militari, una delegazione ufficiale cinese stabilì che l'usurpazione di Mạc Thái Tổ non era giustificata e così, nel 1537, un esercito molto numeroso fu inviato in Vietnam con il pretesto di riportare al potere la famiglia Lê. Nell'estate del 1540, con i cinesi che invasero il nord, il figlio di Mạc Thái Tổ, Mạc Thái Tông, morì e così Mạc Thái Tổ riprese la sua precedente posizione di imperatore.
I cinesi Ming minacciarono Mạc Thái Tổ con un'invasione di 110.000 uomini pronti a invadere il Vietnam dal Guangxi nel 1540. Mạc Thái Tổ cedette e cedette alle pressioni cinesi e accettò le aspre richieste fatte dai cinesi, incluso strisciare a piedi nudi davanti ai cinesi, cedendo terre alla Cina, declassando lo status del suo sistema politico da paese a capotribù e cedendo documenti ufficiali come i registri fiscali ai Ming. I cinesi lo accettarono come sovrano su una parte del Vietnam mentre affermava di accettare il dominio Lê sulla parte meridionale del Vietnam. Ma gli Nguyễn e i Trịnh rifiutarono di accettare questa divisione e così la guerra continuò nel sud.
Mạc Thái Tổ morì il 22 agosto 1541 e al suo trono successe suo nipote Mạc Phúc Hải, che divenne imperatore Mạc Hiến Tông.
Nonostante il riconoscimento cinese e il suo dominio su gran parte del Vietnam, gli storici vietnamiti successivi mettono in dubbio la legittimità del suo regno. L'usurpazione da parte di Mạc Thái Tổ divise il regno, con la dinastia Mạc che regnava nel nord e la dinastia Lê che continuava nel sud.